# George River (Kuskokwim River)
Der George River ist ein etwa 110 Kilometer langer rechter Nebenfluss des Kuskokwim River im Südwesten des US-Bundesstaats Alaska.

## Verlauf
Der George River entspringt in den Kuskokwim Mountains auf einer Höhe von etwa 400 m und durchfließt das Hügelland in südsüdwestlicher Richtung. Im Mittellauf weist der Fluss ein stark mäandrierendes Verhalten auf. Die Mündung des George Rivers liegt 35 Kilometer nordwestlich von Sleetmute. Der George River entwässert ein rund 3560 km² großes Gebiet in den Kuskokwim Mountains westlich und nördlich des Kuskokwim River.

## Nebenflüsse
Im Unterlauf fließen dem George River der North Fork George River von rechts sowie der East Fork George River von links zu.